# Manuscrit de Cervera

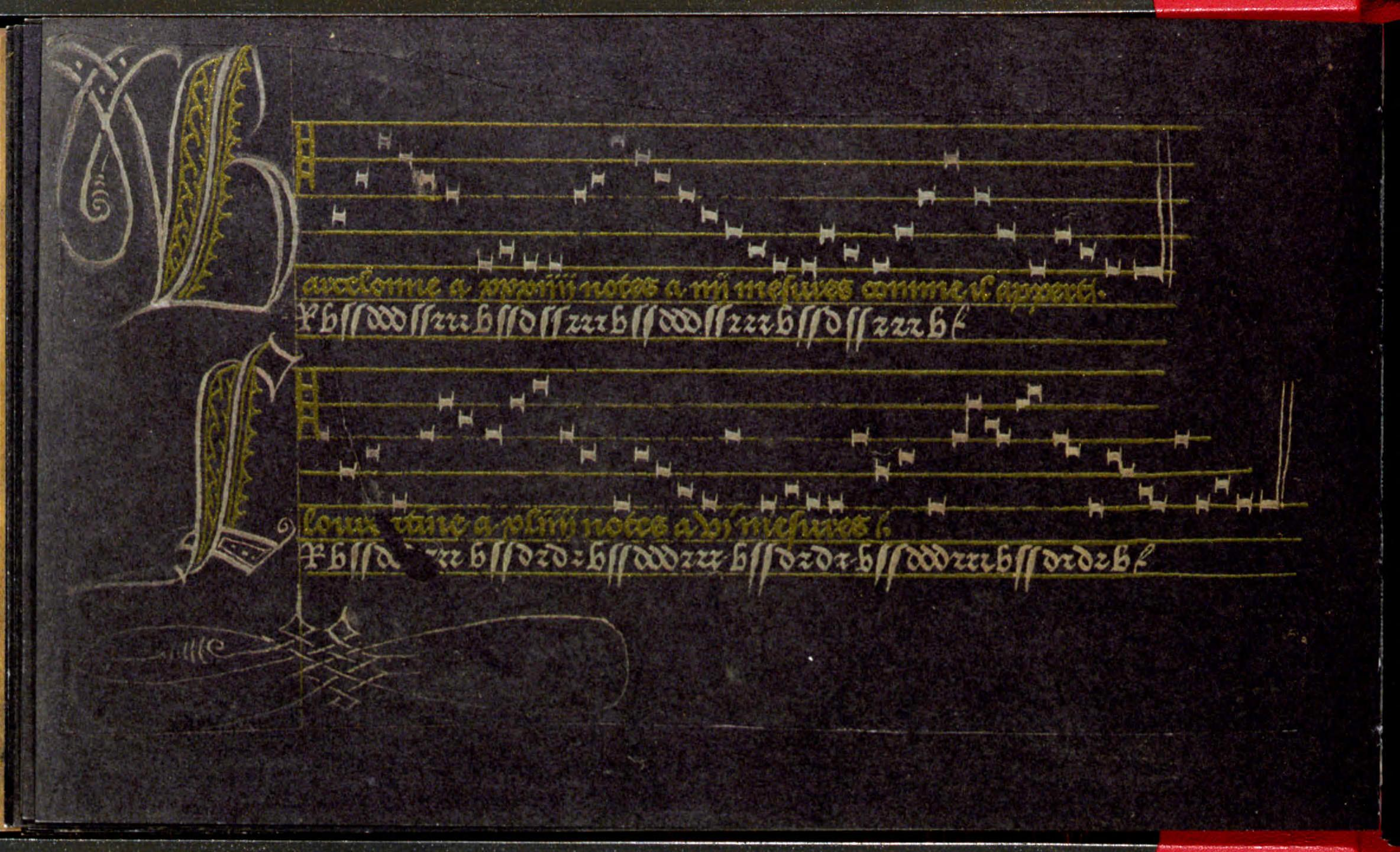
Dances "Barcelonne" i "Flourentine" de Le manuscrit dit des Basses Danses de la Bibliothèque de Bourgogne (1460).

El Manuscrit de Cervera és el document coreogràfic més antic d'Europa que utilitza un sistema propi de coreogrames abstractes. El manuscrit consta de dos fulls on hi ha onze dances anotades i grafiades. Es conserva a l'Arxiu Comarcal de la Segarra.
El Manuscrit de Cervera va ser trobat dins d'un manual notarial de 1468 a l'Arxiu de Cervera. Malgrat que aquesta carta de danses no estigui datada explícitament, es considera un document de 1496 atès que, en el revers del primer foli, s'hi conserva una carta del reverend Antonio Porta que data d'aquell any.
El valor del manuscrit rau en el fet que, a diferència dels documents de notació coreogràfica dels segles XV, XVI i XVII, no recorre el sistema de lletres per a notar les danses baixes. El codi de lletres, present, per exemple, al Manuscrit de Borgonya (1460) —considerat un dels documents més antics de notació coreogràfica a Europa—, empra les lletres "R", "s", "d", "b", i "r" per a indicar els cinc passos bàsics de la dansa baixa. En canvi, el Manuscrit de Cervera marca aquests passos amb una sèrie de símbols abstractes que, emperò, no són arbitraris ja que el seu grafisme està estretament lligat amb el moviment espaial, la direccionalitat i la longitud dels passos que representa. La lectura d'aquesta coreografia havia de fer-se de manera vertical i ascendent, i, en cas d’haver-hi més d’una columna, d’esquerra a dreta.
El Manuscrit de Cervera també dóna testimoni de l'existència d'una tradició continuada de notació coreogràfica a Catalunya, ja que a principis de segle XX es va trobar el Manuscrit de l'Hospital o Manuscrit Tarragó, el qual utilitza el mateix sistema de coreogrames per a notar danses pròpies del segle XVI. Aquest document, d'un sol foli, va sobreviure en ser emprat com a folre d'un llibre. Diversos especialistes el daten del 1580.